# 그나이우스 도미티우스 칼비누스

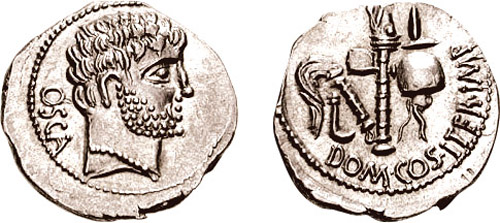

그나이우스 도미티우스 칼비누스(라틴어: Gnaeus Domitius Calvinus 기원전 96년 ~ 생몰년 미상)는 로마 공화정 시대의 정치가, 군인이며 율리우스 카이사르와 옥타비아누스 충성스러운 당파였다.

## 생애
도미티우스 칼비누스 가문은 오래된 평민귀족 가문이기는 했으나 집정관을 배출한 지는 200년이 넘은 가문이었다. 악명 높은 선거 스캔들에도 불구하고 기원전 53년 집정관에 선출되었다. 카이사르의 휘하에 들어가 카이사르의 내전에서 끝까지 카이사르의 일파로 남아서 싸웠다.  파르살루스 전투 직전에는 별동대를 맡아, 폼페이우스파인 메텔루스 스키피오의 그리스 2개 군단을 상대로 파르살로스에서는 카이사르군의 중앙을 지휘하였다.
파르살루스에서 승리한 후, 요충지인 아시아 속주 총독을 맡았지만 미트리다테스 6세의 아들인 보스포루스 왕 파르나케스 2세의 침공에 의해 대패하였다. 이후로도 충실한 카이사르파로 남은 칼비누스는 카이사르 암살 이후에는 옥타비아누스의 충실한 지지자가 되었다. 옥타비아누스와 안토니우스가 화해하고 제2차 삼두정치를 결성하자 이를 지원하며, 필리피 전투 직전에는 안토니우스와 옥타비아누스에게 해군으로 지원군을 보내는 역할을 맡았으나 대패하여 2개 군단을 잃었다. 그럼에도 불구하고 기원전 40년 두 번째 집정관의 영예를 안았고, 옥타비아누스의 서방 정권에서 히스파니아 속주 총독을 지내며 성공적인 군사 활동을 수행했다. 아우구스투스 황제 취임식 이후 기원전 20년까지도 생존해 고위 사제직을 맡으며 명예로운 말년을 보냈다고 한다.